# Montaldo di Mondovì
Montaldo di Mondovì (Montàd in dialetto monregalese, Montàud dël Mondvì in piemontese) è un comune italiano di 546 abitanti della provincia di Cuneo in Piemonte.

## Geografia fisica
Il territorio del comune è principalmente montuoso, a valle inizia dalla confluenza del torrente Roburentello con il Corsaglia. La prima parte del territorio si incunea praticamente fra queste due vallate. L'unica eccezione "pianeggiante" risulta essere l'altopiano della valle del fiume Corsaglia. Il capoluogo, Piazza, ha un'altitudine di circa 800 metri s.l.m..

## Storia
Abitato da tribù di Liguri montani sin dal XI secolo a.C., venne occupato dai Romani. Di questo periodo si trovano alcune tracce, soprattutto nella borgata Roamarenca, quali due lapidi murate nella chiesa di San Rocco che ne sono la testimonianza. Alcuni storici fanno riferimento ad una campagna militare romana del 179 a.c.(vedi Tito Livio), in quell'occasione l'abitato dei Liguri venne totalmente distrutto, ma rinacque poi negli stessi luoghi. 
Scavi archeologici nell'area dell'antico castello medioevale, del quale oggi permangono scarsi ruderi, ma praticamente quasi scomparso, hanno portato alla luce resti del IV secolo e II secolo a.C., dell'età del ferro.
Scarsissime, per non dire assenti, notizie nell'Alto Medioevo.
Prima documentazione nel 1041 in un diploma imperiale, Enrico III il Nero, che segnala la donazione di Heremitorium Sancti Ambroxii quod dicitur Monsaltus a favore del vescovo di Asti Pietro II.
Famiglia signorile, molto probabilmente dello stesso ceppo di quella di Roburent, compare per la prima volta nel 1212, con Rodolfo. L'importanza ed il potere di questa famiglia, i Di Montaldo, mano a mano scema. Viene in seguito infeudato ai Fauzone, ai Perlasco ed ai Rangone-Collalto.
Subisce i maggiori danni durante le due cosiddette guerre del sale. Nel 1698 viene smembrato, da parte del ducato sabaudo, il Distretto di Mondovì, del quale il territorio faceva parte.

### Simboli
Il gonfalone è un drappo rettangolare di rosso.

## Monumenti e luoghi d'interesse

### Architetture religiose
- Chiesa parrocchiale dell'Assunzione di Maria Vergine nel capoluogo, costruita agli inizi del 1200.
- Chiesa di Sant'Antonio nel capoluogo, sede della Confraternita dei Disciplinanti.
- Chiesa di San Bartolomeo nella borgata di Calupo Sottano.
- Chiesa di Santa Lucia nella borgata di Calupo Soprano.
- Chiesa di San Giorgio nella borgata di Camerano.
- Romitorio di Sant'Ambrogio nella borgata di Camerano. Edificato alla fine del X secolo, da ammirare un dipinto di Madonna con il Bambino.
- Chiesa di Sant'Antonio da Padova nella borgata di Cantone.
- Cappella privata di Sant'Antonio nella borgata di Corsagliola.
- Chiesa di San Lorenzo nella frazione di Deviglia.
- Chiesa della Madonna delle Grazie nella borgata di Gariè.
- Chiesa parrocchiale di San Giovanni nella frazione di Oberti.
- Chiesa di San Rocco nella borgata di Roà Marenca, con lapidi murate di epoca romana.
- Chiesa di San Giuseppe nella borgata di Roà Piana.
- Chiesa di San Sebastiano nella borgata di Roà Piana.
- Oratorio privato di San Costanzo nella borgata di Roà de Volpi.
- Chiesa parrocchiale di Sant'Anna e San Gioacchino nella frazione di Sant'Anna Collarea.
- Chiesa di San Salvatore nella borgata omonima.
- Cappella dello Spirito Santo nella borgata di Uvaglio.
- Cappella della Maddalena nella borgata di Vernagli.
- Chiesa di Sant'Andrea nella frazione di Villero.

### Architetture civili
- Ponte Romano, sul Roburentello, (Località Cava di Gneiss-Pradera).
- Ponte Soprano, sul Corsaglia, (Località Oberti).
- Resti archeologici e del Castello medioevale (Capoluogo).
- Casa Cavallo Municipio (Capoluogo). L'edificio risale ai primi anni del 1700 e rappresenta un ottimo esempio di architettura signorile locale.
- Resti di antiche fortificazioni (Villero).
- Torre Sibilla (Corsagliola)
- Borgata di impianto medioevale (Roamarenca).
- Case Boglio oggi Lombardi-Restagno (già Magnaldi) e Biffi (già Musso) (Roapiana).
- Casa Robresti-Magnaldi (oggi Briatore Pagliano) (Roadevolpi).
- Casa Biglia, (ex Confraternita dello Spirito Santo),pregevole dipinto medioevale sulla facciata (Uvaglio).

## Società

### Evoluzione demografica
Abitanti censiti

### Etnie e minoranze straniere
Secondo i dati Istat al 31 dicembre 2017, i cittadini stranieri residenti a Montaldo di Mondovì sono 55, così suddivisi per nazionalità, elencando per le presenze più significative:
1. Romania, 37

## Economia
Comune ottimo produttore di castagne. Territorio inserito nella produzione DOP del formaggio Raschera di alpeggio.
Sino alla seconda guerra mondiale era attiva una miniera di ferro, nei pressi della località Oberti. Evidenziata anche la presenza di Bersellite, prima evidenza italiana.
In funzione una Centrale idroelettrica nei pressi della località Moline.

## Amministrazione
Di seguito è presentata una tabella relativa alle amministrazioni che si sono succedute in questo comune.
| Periodo        | Periodo        | Primo cittadino        | Partito                | Carica  | Note  |
| -------------- | -------------- | ---------------------- | ---------------------- | ------- | ----- |
| 1946           | 1958           | Vittorio Vassalino     | Lista Civica           | Sindaco |       |
| 1958           | 1963           | Giacomo Briatore       | Lista Civica           | Sindaco |       |
| 1963           | 1968           | Giacinto Ricca         | Lista Civica           | Sindaco |       |
| 1968           | 1975           | Luigi Ferreri (ff)     | Democrazia Cristiana   | Sindaco | [ 7 ] |
| 1980           | 15 giugno 1990 | Giorgio Maria Lombardi | Democrazia Cristiana   | Sindaco | [ 7 ] |
| 22 luglio 1990 | 24 aprile 1995 | Angelo Ricca           | Democrazia Cristiana   | Sindaco | [ 7 ] |
| 24 aprile 1995 | 14 giugno 1999 | Angelo Ricca           | lista civica           | Sindaco | [ 7 ] |
| 14 giugno 1999 | 14 giugno 2004 | Angelo Ricca           | Indipendente           | Sindaco | [ 7 ] |
| 14 giugno 2004 | 26 maggio 2014 | Angelo Luigi Maria Dho | lista civica           | Sindaco | [ 7 ] |
| 26 maggio 2014 | in carica      | Giovanni Balbo         | lista civica: Montaldo | Sindaco | [ 7 ] |

### Altre informazioni amministrative
Il comune faceva parte della Comunità Montana Valli Monregalesi
Oggi fa parte dell'Unione Montana Valli Monregalesi, con i comuni limitrofi di Monastero Vasco, Roburent e Torre Mondovì, (l'Unione in questione si è sciolta)

## Sport

### Impianti sportivi
- Canalot, (tennis, calcio, pallavolo, bocce).
- Pul, campo golf 9 buche, ( da tempo chiuso).